# Карл Гансен (вершник)
Карл Гансен (швед. Karl Hansen, 30 липня 1890 — 5 квітня 1959) — шведський вершник.
Бронзовий призер Олімпійських Ігор 1928 року в командному конкурі.